# Monaster Praskvica
Monaster Praskvica – prawosławny klasztor w Czarnogórze, w Metropolii Czarnogóry i Przymorza Serbskiego Kościoła Prawosławnego.
Według tradycji na miejscu dzisiejszego monasteru wspólnota monastyczna istniała już w 1050. Udokumentowane jest natomiast wzniesienie w niej w 1413 cerkwi św. Mikołaja, wzniesionej przez władcę Zety Bałszę III. Została ona zburzona przez Turków. Nową świątynię klasztorną zbudowano w XVII w., nadając jej wezwanie Trójcy Świętej. Monaster posiada ponadto kompleks budynków mieszkalnych, obiekt dawnej szkoły oraz skarbiec. Przechowywany jest w nim rękopis Ewangelii oprawiony w srebro, dar władyki czarnogórskiego Daniela I.
W 1979 monaster ucierpiał w czasie trzęsienia ziemi, jego zabudowania zostały jednak odbudowane.
Nazwa klasztoru pochodzi od znajdującego się w jego sąsiedztwie źródła, któremu tradycja przypisuje zapach brzoskwini (czarn. preskva).